# Рамос, Таб
Табаре́ Ра́мос Ричча́рди (исп. Tabaré Ramos Ricciardi; род. 21 сентября 1966, Монтевидео, Уругвай) — американский футболист, нападающий, игрок национальной сборной; тренер.

## Биография

### Ранние годы
Родился в Уругвае, но в 11 лет с семьёй перебрался в США. Его отец был профессиональным уругвайским футболистом и привил Табу любовь к футболу. Таб выступал в школьной команде «Унион Весиналь» из Монтевидео.
В США Рамос учился в подготовительной школе имени Святого Бенедикта в Нью-Джерси, где ранее учился и другой американский футболист Клаудио Рейна. Американское гражданство получил в 1982 году. Играл в команде «Тисл» вместе с будущей звездой футбола Джоном Харксом, а также профессионально занимался бегом (эстафета 4×100 и бег на 60 ярдов).
В 1984 году команда «Нью-Йорк Космос» выбрала его на драфте NASL под 10-м номером и предложила заключить контракт, но Рамос предпочёл игре в клубе обучение в колледже, а спустя полгода лига распалась. Учился в Университете штата Северная Каролина, был игроком студенческой команды.

### Клубная карьера
Первый контракт подписал в 1988 году с командой «Нью-Джерси Иглз». Через год перешёл в «Майами Шаркс». Официально он заключил контракт с Федерацией футбола США, согласно которому обязан был играть в национальной сборной. При помощи федерации ему удалось отправиться в Испанию и заключить контракт с командой из второго дивизиона «Фигерас». Он провёл за команду 38 матчей в сезоне 1990/91, забив 5 мячей, после чего зарплата по контракту с Федерацией футбола США выросла до 250 тыс. долларов. Интерес к нему проявляли клубы Примеры, однако в сезоне 1991/92 Рамос в матче 24 ноября 1991 года против «Райо Вальекано» получил красную карточку и был дисквалифицирован на три игры, после чего интерес к нему упал.
В межсезонье 31 июля 1992 года Рамос был продан в вылетевший в Сегунду «Реал Бетис» за 400 тыс. долларов. В сезоне 1993/94 «Реал Бетис» стал чемпионом Сегунды и вышел в Примеру, однако в следующем сезоне Рамосу не удалось отыграть ни минуты, так как на чемпионате мира 1994 он получил серьёзную травму головы в игре с Бразилией.
3 января 1995 года Рамос вернулся в США, став первым игроком, подписавшим контракт с MLS. Старт лиги был отложен до 1996 года, и Рамос был отдан в аренду клубу первого дивизиона Мексики «Тигрес». В сезоне 1995/96 провёл 23 игры, дважды забил голы и выиграл Кубок Мексики.
В октябре 1995 года Рамос стал первым игроком, распределённым MLS в клуб «Метростарз». За него он провёл семь сезонов и участвовал в Матче всех звёзд MLS в 1996 и 1998 годах. 14 мая 2002 года объявил о завершении карьеры по окончании сезона 2002.

#### Карьера в сборной
В 1982 году дебютировал на уровне юношеской сборной США сразу же после получения гражданства. Участвовал на юношеском чемпионате мира 1983 года, дважды забил голы в отборочном цикле. В 1984 году он готов был сыграть на Олимпиаде, но по решению МОК на Олимпиаде не имели права выступать футболисты-любители. В старшей сборной дебютировал 10 января 1988 года в игре с Гватемалой и вскоре стал игроком основы. Первый крупный турнир для него — чемпионат мира 1990 года. Несмотря на все старания, сборная США там проиграла все три встречи и не вышла из группы.
В течение долгого времени тренеры не могли определиться с ролью Рамоса, так как диспетчером команды был Уго Перес. После его ухода Рамос занял его позицию на поле и стал играть роль создателя атак. В 1993 году в игре против Англии (9 июня) он отдал две голевые передачи, которые принесли американцам победу. Также он сыграл на Кубке Америки в том же году, а через год был включён в финальную заявку США на чемпионат мира. В ⅛ финала в матче против Бразилии Рамос получил серьёзную травму после стычки с левым хавбеком бразильцев Леонардо и был заменён. Тот матч бразильцы выиграли только после гола Бебето, а уже в больнице Леонардо принёс свои извинения за неосторожную игру.
В 1995 году США стали четвёртыми на Кубке Америки, там Рамос показал свою лучшую игру. 7 сентября 1997 года в рамках отбора на чемпионат мира Рамос забил победный гол в ворота Коста-Рики и обеспечил выход США в финальную часть. Последний раз он сыграл 15 ноября 2000 года против Барбадоса (4:0). После игры он объявил о завершении карьеры в сборной. Всего он 81 раз сыграл за сборную и 8 раз отличился. Также известно, что он сыграл 8 матчей и забил 3 гола за сборную по мини-футболу на чемпионате мира 1989 года.
Включён в Национальный зал славы футбола в 2005 году, в Зал славы футбола Северной Каролины в 2016 году. Живёт с детьми (Алекс, Кристин и Сара) в Нью-Джерси.

### Тренерская карьера
В 2011—2019 годах — главный тренер молодёжной сборной США, с которой дважды стал победителем чемпионатов КОНКАКАФ — 2017 и 2018.
В 2014—2016 годах работал ассистентом Юргена Клинсмана в главной сборной США.
25 октября 2019 года Рамос был назначен главным тренером клуба MLS «Хьюстон Динамо», начиная с сезона 2020. 4 ноября 2021 года, после того как в сезоне 2021 «Хьюстон Динамо» финишировал на последнем месте в Западной конференции, он был уволен.
22 августа 2022 года Рамос был назначен главным тренером клуба Чемпионшипа ЮСЛ «Хартфорд Атлетик». 26 июня 2023 года «Хартфорд Атлетик» уволил Рамоса. К этому времени клуб занимал последнее место в Восточной конференции с 10 очками в 22 матчах.
19 сентября 2023 года Рамос вошёл в технический штаб «Нью-Инглэнд Революшн» в качестве ассистента временного главного тренера Клинта Пиэя.

## Достижения
Командные
 УАНЛ Тигрес
- Обладатель Кубка Мексики: 1995/96 (игрок)

 США (мол.)
- Победитель чемпионатов КОНКАКАФ 2017 и 2018 (тренер)

Личные
- Футболист года в США: 1990
- Участник Матча всех звёзд MLS: 1996, 1998